# Budismo no Laos
O Budismo é a principal religião do Laos, sendo que a tradição Theravada é a mais largamente praticada. O Budismo Lao é uma versão singular do Budismo Theravada e está na base da cultura laociana. Esta religião é muitas vezes intimamente ligada às crenças animistas e aos espíritos dos antepassados, principalmente nas zonas rurais..